# Service de renseignement général (Égypte)
Gihaz al-Mukhabarat al-Amma (arabe : جهاز المخابرات العامة) est un service de renseignement général de l'Égypte.  
Des autres services de renseignement sont Idarat al-Mukhabarat al-Harbyya wa al-Istitla (arabe : إدارة المخابرات الحربية والاستطلاع) et Gihaz Mabahith Amn al-Dawla (arabe : هاز مباحث أمن الدولة). Il était établi dans les années 1950 et subordonné alors au Premier ministre, puis progressivement au chef de cabinet du président. Sami Sharaf en est un des fondateurs.
Pendant plusieurs années son nom était connu seulement des hauts fonctionnaires et des rédacteurs en chef des journaux du gouvernement. 
Son siège est situé au Caire.

## Directeurs du service
1. Zakaria Mohieddin (1952–1956)
2. Ali Sabry (1956–1957)
3. Salah Nasr Al Nogomy (1957–1967)
4. Ameen Heweedy (1967–1970)
5. Hafez Ismail (1970 - 1970)
6. Ahmad Kamel (1970–1971)
7. Ahmad Ismaïl Ali (1971–1972)
8. Karim El-Leithy (1972–1973)
9. Wagdi Mosaad (1974–1978)
10. Mohammad Saed Al Mahy (1978–1981)
11. Foad Nassar (1981–1983)
12. Rafaat osman Jibrel (1983–1986)
13. Kamal Hassan Ali (1986–1989)
14. Omar Negm (1989–1991)
15. Nour El Dien Afeefy (1991–1993)
16. Omar Souleiman (1993–2011)
17. Mourad Mouafi (2011-2012)